# Arauzo de Miel
Arauzo de Miel is een gemeente in de provincie Burgos en in de regio Castilië en León. Arauzo de Miel heeft een oppervlakte van 57 km² en heeft 368 inwoners (1-1-2012).

## Burgemeester
De burgemeester van Arauzo de Miel is Luis Carlos Anton Herrera.

## Demografische ontwikkeling

### Volkstellingen
Bron: INE, 1857-2011: volkstellingen

### Jaarcijfers
| Jaar | Inwoners |
| ---- | -------- |
| 2001 | 385      |
| 2002 | 387      |
| 2003 | 373      |
| 2004 | 363      |
| 2005 | 341      |
| 2006 | 341      |
| 2007 | 341      |
| 2008 | 333      |
| 2009 | 338      |
| 2010 | 339      |
| 2011 | 350      |
| 2012 | 368      |
| 2013 | 364      |
| 2014 | 367      |
| 2015 | 350      |